# Paradoja de Banach-Tarski

¿Puede descomponerse una bola en un número finito de conjuntos de puntos y reensamblarse para dar como resultado dos bolas idénticas a la original?

La paradoja de Banach–Tarski es un teorema en geometría teórica de conjuntos cuyo enunciado es el siguiente:
| Dada una bola en el espacio tridimensional, existe una descomposición de la bola en un número finito de piezas no solapadas (es decir, subconjuntos disjuntos), que pueden juntarse de nuevo de manera diferente para dar dos copias idénticas de la bola original. Todavía más, el proceso de reensamblaje requiere únicamente remover las piezas y rotarlas, sin cambiar su forma. Sin embargo, las mismas piezas no son "sólidas" en el sentido habitual, sino dispersiones de infinitos puntos. |

A continuación vemos una versión más contundente del teorema:
| Dados dos objetos "razonablemente" sólidos (como una bola pequeña y una grande), cada una puede ser reensamblada en la otra. |

Informalmente esto se dice con frecuencia de la siguiente forma:
| Un guisante puede trocearse y reensamblarse para formar el Sol. |

Esta última forma se llama la "paradoja del guisante y el Sol."
La razón por la que se considera una paradoja a este teorema es porque contradice la intuición geométrica básica. "Doblar la bola" dividiéndola en partes y removiéndolas por rotaciones, sin ningún estiramiento, curvatura, o adición de nuevos puntos, parece ser imposible, ya que todas estas operaciones conservan el volumen.
Al contrario de la mayoría de teoremas de geometría, este resultado depende de forma crítica de la elección de los axiomas de la teoría de conjuntos.
Únicamente puede demostrarse usando el axioma de elección, que permite la construcción de conjuntos no medibles, es decir, colecciones de puntos que no tienen un volumen en el sentido ordinario y que para su construcción requerirían un número infinito de elecciones.
En 2005 se demostró que las piezas de la descomposición pueden elegirse de tal forma que puedan moverse continuamente sin solaparse entre sí.

## Publicación de Banach y Tarski
En un artículo publicado en 1924, Stefan Banach y Alfred Tarski dieron una construcción de semejante "descomposición paradójica", basada en el trabajo anterior de Giuseppe Vitali sobre el intervalo unidad y sobre las descomposiciones de subconjuntos de espacios euclídeos en varias dimensiones. Demostraron el enunciado siguiente, más general, la forma fuerte de la paradoja de Banach-Tarski:
| Para todo {\displaystyle A,B} (acotados){\displaystyle \subset E} (espacio euclídeo de dimensión {\displaystyle d\geqslant 3}){\displaystyle {\big \|}}interior{\displaystyle {\big (}A{\big )}}, interior{\displaystyle {\big (}B{\big )}\neq \varnothing ,\exists } particiones de {\displaystyle A,B} en un número finito de subconjuntos disjuntos, {\displaystyle A=\bigsqcup _{i=1}^{k}A_{i},B=\bigsqcup _{i=1}^{k}B_{i}{\big \|}\forall i\in \mathbb {N} ,i\leqslant k\quad A_{i},B_{i}} son congruentes. |

Ahora sea {\displaystyle A} la bola original y {\displaystyle B} la unión de las dos copias trasladadas de la bola original. Entonces la proposición quiere decir que se puede dividir la bola original {\displaystyle A} en un cierto número de piezas y después rotar y trasladar estas piezas de forma que el resultado sea el conjunto {\displaystyle B} entero, el cual contiene dos copias de {\displaystyle A}.
La forma fuerte de la paradoja de Banach-Tarski es falsa para dimensión una o dos, pero Banach y Tarski mostraron que una proposición análoga se mantiene verdadera si se permiten muchos subconjuntos. La diferencia entre las dimensiones una y dos por un lado, y tres o más por el otro, se debe a la estructura superior del grupo {\displaystyle G_{n}} de los movimientos euclídeos en las dimensiones mayores, el cual es resoluble para {\displaystyle n=1,n=2} y contiene un grupo libre con dos generadores para {\displaystyle n\geqslant 3}. John von Neumann estudió las propiedades del grupo de equivalencias que hacen posible una descomposición paradójica e introdujo la noción de grupos flexibles. También encontró una forma de la paradoja en el plano que usa la conservación del área, transformaciones afines, en lugar de las congruencias habituales.
Tarski demostró que los grupos flexibles son precisamente aquellos para los que no existen descomposiciones paradójicas.

## Tratamiento formal
La paradoja de Banach-Tarski establece que una bola en el espacio euclídeo ordinario puede doblar su volumen usando solo las operaciones de partirla en subconjuntos, sustituir un conjunto por un conjunto congruente y reensamblar. Su estructura matemática se esclarece mucho enfatizando el papel que juega el grupo de movimientos euclídeos e introduciendo las nociones de conjuntos equidescomponibles y conjunto paradójico. Supóngase que {\displaystyle G} es un grupo actuando sobre un conjunto {\displaystyle X}. En el caso especial más importante {\displaystyle X} es un espacio euclídeo {\displaystyle n-}dimensional, y {\displaystyle G} consiste en todas las isometrías de {\displaystyle X}, es decir, las transformaciones de {\displaystyle X} en sí mismo que conservan las distancias. Dos figuras geométricas que pueden transformarse entre sí se llaman congruentes, y esta terminología puede extenderse a la acción general-{\displaystyle G}. Dos subconjuntos {\displaystyle A,B\subset X} se llaman {\displaystyle G-}equidescomponibles, o equidescomponibles con respecto a {\displaystyle G}, si {\displaystyle A} y {\displaystyle B} pueden ser particionadas en el mismo número finito de respectivamente {\displaystyle G} piezas congruentes. Es fácil ver que esto define una relación de equivalencia entre todos los subconjuntos de {\displaystyle X}. Formalmente ...
| {\displaystyle {\begin{array}{l}A=\bigcup _{i=1}^{k}A_{i}\quad \land \quad B=\bigcup _{i=1}^{k}B_{i},\quad A_{i}\cap A_{j}=B_{i}\cap B_{j}=\varnothing \\\forall i,j\in \mathbb {N} {\big \|}1\leqslant i<j\leqslant k\land \exists g_{i}\in G{\big \|}i\in \mathbb {N} \land \\1\leqslant i\leqslant k{\big \|}g_{i}{\big (}A_{i}{\big )}=B_{i}\Rightarrow \end{array}}} {\displaystyle A,B} son {\displaystyle G}-equidescomponibles usando {\displaystyle k} piezas. |

| Un conjunto {\displaystyle E} tiene dos subconjuntos disjuntos {\displaystyle A} y {\displaystyle B} tales que tanto {\displaystyle A} y {\displaystyle E}, como {\displaystyle B} y {\displaystyle E} son {\displaystyle G}-equidescomponibles {\displaystyle \Rightarrow E} es paradójico. |

Usando esta terminología, la paradoja de Banach-Tarski puede reformularse de la siguiente manera:
| Toda bola euclídea tridimensional es equidescomponible en dos copias. |

De hecho, hay un resultado interesante en este caso, debido a Robinson: Se puede conseguir doblar el número de bolas con cinco piezas, y con menos no será suficiente.
La versión fuerte de la paradoja afirma:
| Cualesquiera dos subconjuntos acotados de espacio euclídeo de tres dimensiones con interiores no vacíos son equidescomponibles. |

Aunque aparentemente más general, este enunciado se deriva de forma simple del doblado de una bola usando una generalización del teorema de Bernstein-Schroeder debida a Banach que implica que ...
| {\displaystyle A} es equidescomponible con un subconjunto de {\displaystyle B} y {\displaystyle B} es equidescomponible con un subconjunto de {\displaystyle A\Rightarrow A,B} son equidescomponibles. S. Banach |

La paradoja de Banach-Tarski puede ponerse en contexto destacando que para dos conjuntos en la forma fuerte de la paradoja, siempre hay una función biyectiva que puede mapear los puntos de una forma en la otra uno a uno. En el lenguaje de la teoría de conjuntos de Georg Cantor, esos conjuntos tienen igual cardinalidad. Así, si se aumenta el grupo para permitir biyecciones arbitrarias de {\displaystyle X}, todos los conjuntos con interior no vacío se hacen congruentes. De igual manera, podemos convertir una bola en una bola mayor o menor estirando, en otras palabras, aplicando transformaciones de semejanza. Así si el grupo {\displaystyle G} es suficientemente grande, pueden encontrarse conjuntos {\displaystyle G-}equidescomponibles cuyo "tamaño" varía. Todavía más, ya que un conjunto enumerable puede descomponerse en dos copias de él mismo, se podría esperar que de alguna forma, usando muchas piezas se pudiera hacer el truco. Por otro lado, en la paradoja de Banach-Tarski el número de piezas es finito y las equivalencias permitidas son congruencias euclídeas, que conservan los volúmenes. Sin embargo, ¡acaban doblando el volumen de la bola! Aunque esto es realmente sorprendente, algunas de las piezas usadas en la descomposición paradójica son conjuntos no medibles, por lo que la noción de volumen (más precisamente, la medida de Lebesgue) no está definida para ellas, y la partición no puede obtenerse de forma práctica. De hecho, la paradoja de Banach-Tarski demuestra que es imposible encontrar una medida finita aditiva (o una medida de Banach) definida en todos los subconjuntos de un espacio euclídeo de dimensión tres (o más) que sea invariante respecto a movimientos euclídeos y tome el valor uno en un cubo unidad. En su trabajo posterior, Tarski mostró que, por otro lado, la no existencia de descomposiciones paradójicas de este tipo implica la existencia de una medida invariante finita aditiva.
El núcleo de la demostración de la forma "doblar la bola" de la paradoja presentada abajo es el remarcable hecho de que una isometría euclídea (y renombrado de elementos) permite dividir un cierto conjunto (esencialmente, la superficie de una esfera unidad) en cuatro partes, después rotar una de ellas hasta que se convierta en ella misma más dos de las otras partes. La demostración de Banach y Tarski se apoyaba en un hecho análogo descubierto por Hausdorff algunos años antes:
| la superficie de una esfera unidad en el espacio es una unión disjunta de tres conjuntos, {\displaystyle B,C,D} y un conjunto enumerable {\displaystyle E} tales que, por un lado {\displaystyle B,C} y {\displaystyle D} son congruentes por pares y, por el otro lado, {\displaystyle B} es congruente con {\displaystyle C} y {\displaystyle D}. Paradoja de Hausdorff |

## Conexión con el trabajo previo y papel del axioma de elección
Banach y Tarski reconocen explícitamente la construcción de Giuseppe Vitali de 1905 del conjunto que lleva su nombre, la paradoja de Hausdorff (1914), y un artículo previo (1923) de Banach como precursores de su trabajo. Las construcciones de Vitali y Hausdorff dependen del axioma de elección de Zermelo ("AE"), que también es crucial en el artículo de Banach-Tarski para demostrar su paradoja y como prueba de otro resultado:
| Dos polígonos, tales que uno de ellos contiene estrictamente al otro, no son equidescomponibles. |

Ellos remarcan:
"El papel que tiene este axioma en nuestro razonamiento nos parece merecer nuestra atención."
Y destacan que aunque el segundo resultado encaja completamente con nuestra intuición geométrica, su demostración demuestra AE de forma incluso más sustancial que la demostración de la paradoja. Por tanto Banach y Tarski implica que AE no debería ser rechazado simplemente porque produce una descomposición paradójica, porque tal argumento también socava demostraciones de proposiciones geométricas intuitivas.
Sin embargo, en 1949 A. P. Morse probó que la proposición sobre polígonos euclídeos puede demostrarse en teoría de conjuntos ZF y que no requiere el AE. En 1964, Paul Cohen demostró que el AE no puede demostrarse a partir de ZF. Una versión más débil de AE es el axioma de elección dependiente, ED. Se ha visto que ...
La paradoja de Banach-Tarski no es ni un teorema de ZF, ni de ZF+ED.
Una gran cantidad de matemáticos usa AE. Como Stan Wagon señala al final de su monografía, la paradoja de Banach-Tarski ha sido más significativa por su papel en matemática pura que por cuestiones fundamentales: motivó una nueva y fructífera dirección para la investigación, la flexibilidad de los grupos, que no tiene nada que ver con cuestiones fundamentales.
En 1991, usando resultados entonces recientes de Matthew Foreman y Friedrich Wehrung, Janusz Pawlikowski demostró que la paradoja de Banach-Tarski se obtiene de ZF junto con el teorema de Hahn-Banach. El teorema de Hann-Banach no se apoya en el AE completo pero puede demostrarse usando una versión más débil del AE conocida como el lema del ultrafiltro. Así Pawlikowski demostró que la teoría de conjuntos requerida para demostrar la paradoja de Banach-Tarski, aunque más fuerte que ZF era más débil que el ZFE completo.

## Una idea de la demostración

Aquí damos una idea de la demostración que es similar pero no idéntica a la dada por Banach y Tarski. Esencialmente, la descomposición paradójica de una bola se alcanza en cuatro pasos:
1. Hallar una descomposición paradójica del grupo libre en dos generadores.
2. Hallar un grupo de rotaciones en el espacio en 3D isomorfo al grupo libre en dos generadores.
3. Usar la descomposición paradójica de ese grupo y el AE para producir una descomposición paradójica de la esfera hueca unidad.
4. Extender esta descomposición de la esfera a una descomposición de la bola unidad sólida.

Ahora discutiremos cada uno de estos pasos con más detalle.

### Paso 1
El grupo libre con dos generadores, {\displaystyle a} y {\displaystyle b}, consiste en todas las cadenas finitas que se pueden formar a partir de los cuatro símbolos {\displaystyle a,a^{-1},b} y {\displaystyle b^{-1}}, tales que ninguna {\displaystyle a} aparece directamente junto a una {\displaystyle a^{-1}} y ninguna {\displaystyle b} aparece junto a una {\displaystyle b^{-1}}. Dos de estas cadenas pueden concatenarse y convertirse en una cadena de este tipo reemplazando repetidamente las subcadenas "prohibidas" por la cadena vacía. Por ejemplo: {\displaystyle abab^{-1}a^{-1}} concatenada con {\displaystyle abab^{-1}a} resulta en {\displaystyle abab^{-1}a^{-1}a}. Se puede comprobar que el conjunto formado por estas cadenas con esta operación forma un grupo con elemento identidad, la cadena vacía {\displaystyle e}. Llamaremos a este grupo {\displaystyle F_{2}}.

Los conjuntos y en el grafo de Cayley de

El grupo {\displaystyle F_{2}} puede "descomponerse paradójicamente" como sigue: Sea {\displaystyle S(a)} el conjunto de todas las cadenas no prohibidas que empiezan por {\displaystyle a} y defínase {\displaystyle S(a^{-1}),S(b)} y {\displaystyle S(b^{-1})} de forma similar. Entonces,
{\displaystyle F_{2}=\{e\}\cup S(a)\cup S(a^{-1})\cup S(b)\cup S(b^{-1})}
pero también
{\displaystyle F_{2}=aS(a^{-1})\cup S(a),\,}
y además,
{\displaystyle F_{2}=bS(b^{-1})\cup S(b).\,}
La notación {\displaystyle aS(a^{-1})} significa "tomar todas las cadenas de {\displaystyle S(a^{-1})} y concatenarlas a la izquierda con {\displaystyle a}".
Asegúrese de que se entiende esta última línea, porque es el núcleo de la demostración. Por ejemplo, puede haber una cadena {\displaystyle aa^{-1}b} en el conjunto {\displaystyle aS(a^{-1})} el cual, debido a la regla de que {\displaystyle a} no debe aparecer junto a {\displaystyle a^{-1}}, queda reducida a la cadena {\displaystyle b}. Análogamente, contiene todas las cadenas que empiezan con {\displaystyle a^{-1}} (por ejemplo la cadena {\displaystyle aa^{-1}a^{-1}} que queda reducida a {\displaystyle a^{-1}}. Así, {\displaystyle aS(a^{-1})} contiene todas las cadenas que empiezan con {\displaystyle b,b^{-1}} y {\displaystyle a^{-1}}.
Hemos cortado nuestro grupo {\displaystyle F_{2}} en cuatro piezas (más el solitario {\displaystyle {\big \{}e{\big \}}}), después hemos "trasladado" dos de ellas multiplicando por {\displaystyle a} o por {\displaystyle b}, después hemos "reensamblado" dos piezas para hacer una copia de {\displaystyle F_{2}} y las otras dos para hacer otra copia de {\displaystyle F_{2}}. Eso es exactamente lo que queremos hacer a la bola.

### Paso 2
Para encontrar el grupo libre de rotaciones del espacio en 3D, es decir, que se comporta (o "es isomorfo al") grupo libre {\displaystyle F_{2}}, se toman dos ejes ortogonales, por ejemplo los ejes {\displaystyle x} y {\displaystyle z}, y sea {\displaystyle A} una rotación de {\displaystyle \theta =\arccos \left({\frac {1}{3}}\right)} sobre el primero, el eje {\displaystyle x}, y {\displaystyle B} una rotación de {\displaystyle \theta } sobre el eje {\displaystyle z}.
El grupo de rotaciones generado por {\displaystyle A} y {\displaystyle B} se llamará {\displaystyle H}.
Sea {\displaystyle \omega } un elemento de {\displaystyle H} que empieza con una rotación sobre el eje {\displaystyle z}, de la forma {\displaystyle \omega =\ldots A^{k_{1}}B^{k_{2}}\ldots B^{n}}.
Puede comprobarse por inducción que {\displaystyle \omega } mapea el punto {\displaystyle (1,0,0)} a {\displaystyle \left({\frac {a}{3^{n}}},{\frac {b{\sqrt {2}}}{3^{n}}},{\frac {c}{3^{n}}}\right)}, donde {\displaystyle a,b,c\in \mathbb {Z} ,n\in \mathbb {N} }, y {\displaystyle b\neq 0}. El mismo argumento repetido (por la simetría del problema) es válido para el ángulo opuesto, así como para el eje {\displaystyle x}. Esto muestra que para cada palabra no trivial {\displaystyle \rho \in H,\Rightarrow \rho \neq e}. Como consecuencia de ello el grupo {\displaystyle H} es un grupo libre, isomorfo a {\displaystyle F}.
Las dos rotaciones se comportan exactamente como los elementos {\displaystyle a} y {\displaystyle b} en el grupo {\displaystyle F_{2}}: Ahora se tiene una descomposición paradójica de {\displaystyle H}.
Este paso no puede realizarse con dimensión=2 ya que incluye rotaciones en 3D. Si se toman dos rotaciones sobre el mismo eje el grupo resultante es conmutativo y no tiene la propiedad requerida en el paso 1.
Una demostración alternativa de la existencia de grupos libres en algunos grupos ortogonales especiales usando cuaterniones integrales lleva a descomposiciones paradójicas del grupo de rotación.

### Paso 3
La esfera unidad {\displaystyle S^{2}} se parte en órbitas por la acción de nuestro grupo {\displaystyle H}: dos puntos pertenecen a la misma órbita si y solo si existe una rotación en {\displaystyle H} que mueve el primer punto hasta el segundo. (Nótese que la órbita de un punto es un conjunto denso en {\displaystyle S^{2}}.) Se puede utilizar el AE para escoger exactamente un punto de cada órbita; reunir estos puntos en un conjunto {\displaystyle M}. Ahora (casi) todo punto de {\displaystyle S^{2}} puede ser alcanzado exactamente por un camino aplicando la rotación correspondiente de {\displaystyle H} al correspondiente elemento de {\displaystyle M} y, debido a esto, la descomposición paradójica de {\displaystyle H} da como resultado una descomposición paradójica de {\displaystyle S^{2}} en cuatro piezas, {\displaystyle A_{1},A_{2},A_{3},A_{4}} como sigue:
{\displaystyle A_{1}=S(a)M\cup M\cup B}
{\displaystyle A_{2}=S(a^{-1})M\setminus B}
{\displaystyle \displaystyle A_{3}=S(b)M}
{\displaystyle \displaystyle A_{4}=S(b^{-1})M}
donde usamos la notación
{\displaystyle S(a)M=\{s(x)|s\in S(a),x\in M\}}
y análogamente para los otros conjuntos y definimos
{\displaystyle B=a^{-1}M\cup a^{-2}M\cup \dots }
(No utilizamos las cinco partes "paradójicas" de {\displaystyle F_{2}} directamente, porque nos dejaría con {\displaystyle M} como una pieza extra después de doblar, ¡debido a la presencia del solitario {\displaystyle {\big \{}e{\big \}})}
La (mayoría de la) esfera ha sido dividida ahora en cuatro conjuntos (cada uno de ellos denso en la esfera), y cuando dos de estos se rotan, acabamos con el doble de lo que teníamos antes:
{\displaystyle aA_{2}=A_{2}\cup A_{3}\cup A_{4}}
{\displaystyle bA_{4}=A_{1}\cup A_{2}\cup A_{4}}

### Paso 4
Finalmente, conéctese cada punto de {\displaystyle S^{2}} con un rayo al origen; la descomposición paradójica de {\displaystyle S^{2}} entonces resulta en una descomposición paradójica de la bola unidad sólida menos el punto del centro de la bola (este punto central es un poco más delicado, ver abajo).
N.B. Esta idea pasa por alto algunos detalles. Se ha de tener cuidado con el conjunto de puntos de la esfera que casualmente se encuentran en el eje de alguna rotación en {\displaystyle H}. Sin embargo, solo hay un número finito de tales puntos y, como el punto central de la esfera, es posible acomodar la demostración para que los tenga a todos en cuenta (ver abajo).

### Algunos detalles, desmenuzados
En el paso 3, partimos la esfera en órbitas de nuestro grupo {\displaystyle H}. Para simplificar la demostración, omitimos la discusión de puntos que están fijos para alguna rotación; como la descomposición paradójica de {\displaystyle F_{2}} se basa en trasladar ciertos subconjuntos, el hecho de que algunos puntos estén fijos podría causar algún problema. Como cada rotación de {\displaystyle S^{2}} (diferente de la rotación nula) tiene exactamente dos puntos fijos, y como {\displaystyle H}, el cual es isomorfo a {\displaystyle F_{2}}, es enumerable, existe un número finito de puntos de {\displaystyle S^{2}} que son fijos para alguna rotación en {\displaystyle H}, llámese a este conjunto {\displaystyle D}. El paso 3 demuestra que {\displaystyle S^{2}\setminus D} admite una descomposición paradójica.
Lo que queda por ver es lo que se proclama: {\displaystyle S^{2}\setminus D} es equidescomponible con {\displaystyle S^{2}}.
| Demostración |
| Sea {\displaystyle \lambda } una recta que pasa por el origen y que no incluye ningún punto de {\displaystyle D} - esto es posible ya que {\displaystyle D} es enumerable. Sea {\displaystyle J} el conjunto de ángulos, {\displaystyle \alpha }, tales que para algún número natural {\displaystyle n}, y un {\displaystyle P\in D,r(n\alpha )P\in D}, donde {\displaystyle r(n\alpha )} es una rotación sobre {\displaystyle \lambda } de {\displaystyle n\alpha \Rightarrow J} es enumerable {\displaystyle \Rightarrow \exists \theta \not \in J}. Sea {\displaystyle \rho } la rotación sobre {\displaystyle \lambda } por {\displaystyle \theta }, entonces {\displaystyle \rho } actúa sobre {\displaystyle S^{2}} sin ningún punto fijo en {\displaystyle D}, es decir, {\displaystyle \rho ^{n}(D)} es disjunto con {\displaystyle D}, y {\displaystyle \forall m\in \mathbb {N} {\big \|}m<n,\rho ^{n}(D)\cap \rho ^{m}(D)=\varnothing }. Sea {\displaystyle E=\bigsqcup _{n=0}^{k-1}\rho ^{n}\Rightarrow S^{2}=E\cup {\big (}S^{2}\setminus E{\big )}\sim \rho {\big (}E{\big )}\cup {\big (}S^{2}\setminus E{\big )}={\big (}E\setminus D{\big )}\cup {\big (}S^{2}\setminus E{\big )}=S^{2}\setminus D} donde "{\displaystyle \sim }" quiere decir "es equidescomponible a". |

Para el paso 4, ya se ha visto que la bola menos un punto admite una descomposición paradójica; queda por ver que la bola menos un punto es equidescomponible con la bola. Considérese un círculo dentro de la bola, que contenga el punto del centro de la bola. Mediante un argumento como el utilizado para demostrar el enunciado, se puede ver que el círculo entero es equidescomponible con el círculo menos el punto del centro de la bola. (Básicamente, un conjunto enumerable de puntos del círculo puede rotarse para dar un punto más.) Nótese que esto implica la rotación alrededor de un punto diferente del origen, es decir, la paradoja de Banach-Tarski conlleva más bien isometrías del 3-espacio euclídeo que no solo de SO(3).
Estamos utilizando el hecho de que si {\displaystyle A\sim B\land B\sim C\Rightarrow A\sim C}. La descomposición de {\displaystyle A} en {\displaystyle C} puede hacerse usando un número de piezas igual al producto de los números necesarios para transformar {\displaystyle A} en {\displaystyle B} y {\displaystyle B} en {\displaystyle C}.
La demostración cuyo boceto hemos visto arriba requiere {\displaystyle {\big (}2\times 4\times 2+8{\big )}}piezas{\displaystyle =24} piezas, un factor de dos para quitar puntos fijos, un factor de cuatro del paso 1, un factor dos para recrear puntos fijos y ocho por el punto central de la segunda bola. Pero en el paso 1 cuando movemos {\displaystyle {\big \{}e{\big \}}} y todas las cadenas de la forma {\displaystyle a^{n}} en {\displaystyle S{\big (}a^{-1}{\big )}}, lo hacemos para todas las órbitas excepto una. Movemos {\displaystyle {\big \{}e{\big \}}} de esta última órbita al punto central de la segunda bola. Esto conlleva un total de {\displaystyle (16+1)}piezas. Con más álgebra se pueden descomponer órbitas fijas en cuatro conjuntos como en el paso 1. Esto da cinco piezas y es la mejor cantidad posible.

## Obteniendo una cantidad infinita de bolas a partir de una
Usando la paradoja de Banach-Tarski es posible obtener {\displaystyle k} copias de una bola en un {\displaystyle n-}espacio euclídeo a partir de una {\displaystyle \forall n\geqslant 3} y {\displaystyle \forall k\geqslant 1}, es decir, una bola puede cortarse en {\displaystyle k} piezas de forma tal que cada una de ellas es equidescomponible a una bola del mismo tamaño que la original. Utilizando el hecho de que el grupo libre {\displaystyle F_{2}} de rango dos admite un subgrupo libre de rango infinito enumerable, una prueba similar nos da que la esfera unidad {\displaystyle S^{n-1}} puede partirse en infinitas piezas, cada una de las cuales es equidescomponible (con dos piezas) a la {\displaystyle S^{n-1}} usando rotaciones. Mediante el uso de propiedades analíticas del grupo de rotaciones SO{\displaystyle {\big (}n{\big )}}, que es un grupo de Lie conexo, se puede incluso demostrar que la esfera {\displaystyle S^{n-1}} puede partirse en tantas piezas como números reales (esto es, {\displaystyle 2^{\aleph _{0}}} piezas, de forma que cada pieza es equidescomponible con dos piezas a {\displaystyle S^{n-1}} usando rotaciones. Estos resultados se extienden por tanto a la bola unidad privada del origen. Un artículo de 2010 de Valery Churkin da una nueva demostración de la versión continua de la paradoja de Banach-Tarski.

## La paradoja de von Neumann en el plano euclídeo
En el plano euclídeo, dos figuras que son equidescomponibles con respecto al grupo de movimientos euclídeos son necesariamente de la misma área, por tanto, una descomposición paradójica de un cuadrado o disco de tipo Banach-Tarski que solo usa congruencias euclídeas es imposible. Una explicación conceptual de la distinción entre los casos planar y los de dimensiones más altas fue dada por John von Neumann: al contrario del grupo SO(3) de rotaciones en 3D, el grupo {\displaystyle E{\big (}2{\big )}} de movimiento euclídeo, que es invariante a traslaciones y rotaciones, muestra descomposiciones paradójicas de conjuntos no despreciables. Von Neumann hizo entonces la siguiente pregunta: ¿Puede semejante descomposición paradójica construirse si se permite un mayor grupo de equivalencias?
Está claro que si se permiten semejanzas, cualesquiera dos cuadrados en el plano se hacen equivalentes incluso sin más subdivisiones. Esto motiva restringir la atención al grupo {\displaystyle SA_{2}} de transformaciones afines que conservan el área. Ya que se conserva el área, cualquier descomposición paradójica de un cuadrado respecto a este grupo sería contraintuitiva por las mismas razones por las que lo es la descomposición de Banach-Tarski de una bola. De hecho, el grupo {\displaystyle SA_{2}} contiene como subgrupo el grupo lineal especial SL(2,R), que a su vez contiene el grupo libre {\displaystyle F_{2}} con dos generadores como subgrupo. Esto hace plausible que la demostración de la paradoja de Banach-Tarski pueda ser imitada en el plano. La dificultad principal aquí reside en el hecho de que el cuadrado unidad no es invariante respecto a la acción del grupo lineal {\displaystyle SL{\big (}2,\mathbf {R} {\big )}}, por tanto simplemente no se puede transferir una descomposición paradójica del grupo al cuadrado, como en el paso 3 de la demostración de arriba de la paradoja de Banach-Tarski. Todavía más, los puntos fijos del grupo presentan dificultades (por ejemplo, el origen es fijo para todas las transformaciones lineales). Debido a esto, von Neumann usó el grupo mayor {\displaystyle SA_{2}} incluyendo las traslaciones, y construyó una descomposición paradójica del cuadrado unidad respecto al grupo expandido (en 1929). Aplicando el método de Banach-Tarski, la paradoja del cuadrado puede fortalecerse como sigue:
| Cualesquiera dos subconjuntos acotados del plano euclídeo con interiores no vacíos son equidescomponibles respecto a las aplicaciones afines que conservan el área. |

Como von Neumann hace notar,
"De acuerdo con esto, ya no hay en el plano una medida aditiva no negativa (para la que el cuadrado unidad tenga una medida de 1), que sea invariante respecto a todas las transformaciones que pertenezcan a {\displaystyle A_{2}} (el grupo de transformaciones afines que conservan el área)."
Para explicar esto un poco más, la cuestión de si una medida finita aditiva existe, que se preserva bajo ciertas transformaciones, depende de qué transformaciones se permiten. La medida de Banach de conjuntos en el plano, que se conserva en traslaciones y rotaciones, no se conserva en transformaciones no isométricas incluso cuando llegan a conservar el área de los polígonos. Los puntos del plano (diferentes del origen) pueden dividirse en dos conjuntos densos que pueden llamarse {\displaystyle A} y {\displaystyle B}. Si los puntos {\displaystyle A} de un polígono dado se transforman a través de una transformación concreta que conserva el área y los puntos {\displaystyle B} a través de otra, ambos conjuntos pueden llegar a ser subconjuntos de los puntos {\displaystyle A} en dos nuevos polígonos. Los nuevos polígonos tienen la misma área que el polígono anterior, pero los dos conjuntos transformados no pueden tener la misma medida que antes (ya que solo contienen parte de los puntos {\displaystyle A}), y en consecuencia no existe una medida que "funcione".
La clase de grupos aislada por von Neumann durante el estudio del fenómeno de Banach-Tarski resultó ser muy importante para muchas áreas de las matemáticas: Estas son grupos promediables, o grupos con una media invariante, e incluyen todos los grupos finitos y resolubles. En general, las descomposiciones paradójicas aparecen cuando el grupo usado para equivalencias en la definición de equidescomponibilidad no es flexible.

### Progreso reciente
- 2000. El artículo de von Neumann dejó abierta la posibilidad de una descomposición paradójica del interior del cuadrado unidad respecto al grupo lineal {\displaystyle SL{\big (}2,\mathbf {R} {\big )}} (Wagon, pregunta 7.4). En 2000, Miklós Laczkovich demostró que semejante descomposición existe.[12] Con mayor precisión, sea {\displaystyle A} la familia de todos los subconjuntos acotados del plano con interior no vacío y distancia positiva desde el origen, y {\displaystyle B} la familia de todos los conjuntos planos con la propiedad de que una unión de un número finito de ellos se traslada a algunos elementos de {\displaystyle SL{\big (}2,\mathbf {R} {\big )}} y contiene una vecindad horadada del origen. Entonces todos los conjuntos en la familia {\displaystyle A} son {\displaystyle SL{\big (}2,\mathbf {R} {\big )}}-equidescomponibles, y análogamente para los conjuntos de {\displaystyle B}. De ello se deduce que ambas familias consisten en conjuntos paradójicos.
- 2003. Durante mucho tiempo se supo que todo el plano era paradójico respecto a {\displaystyle SA_{2}}, y que el número mínimo de piezas igualaría cuatro suponiendo que existe un subgrupo libre localmente conmutativo de {\displaystyle SA_{2}}. En 2003 Kenzi Satô construyó ese subgrupo, confirmando que con cuatro piezas bastaba.[13]